# François Coillard
François Coillard (1834-1904) est un missionnaire protestant envoyé par la Société des missions évangéliques de Paris (S.M.E.P.) au Basutoland (aujourd'hui le Lesotho) en renfort d'une première équipe installée depuis 1830. Il est surtout connu comme fondateur de la « mission au Zambèze » au Barotseland, région située aujourd'hui en Zambie (ancienne Rhodésie du Nord).

## Enfance et jeunesse à Asnières
François Coillard est né le 17 juillet 1834 dans une famille protestante à Asnières-lès-Bourges, un quartier de Bourges, ville dans laquelle Calvin avait jadis enseigné le droit, et qui  était, au XIXe siècle, la seule ville du Berry, avec Sancerre, à avoir une communauté protestante. Ses parents étaient des vignerons et des membres de la communauté protestante. Le temple d'Asnières est construit en 1816 et le temple protestant de Bourges en 1831. 

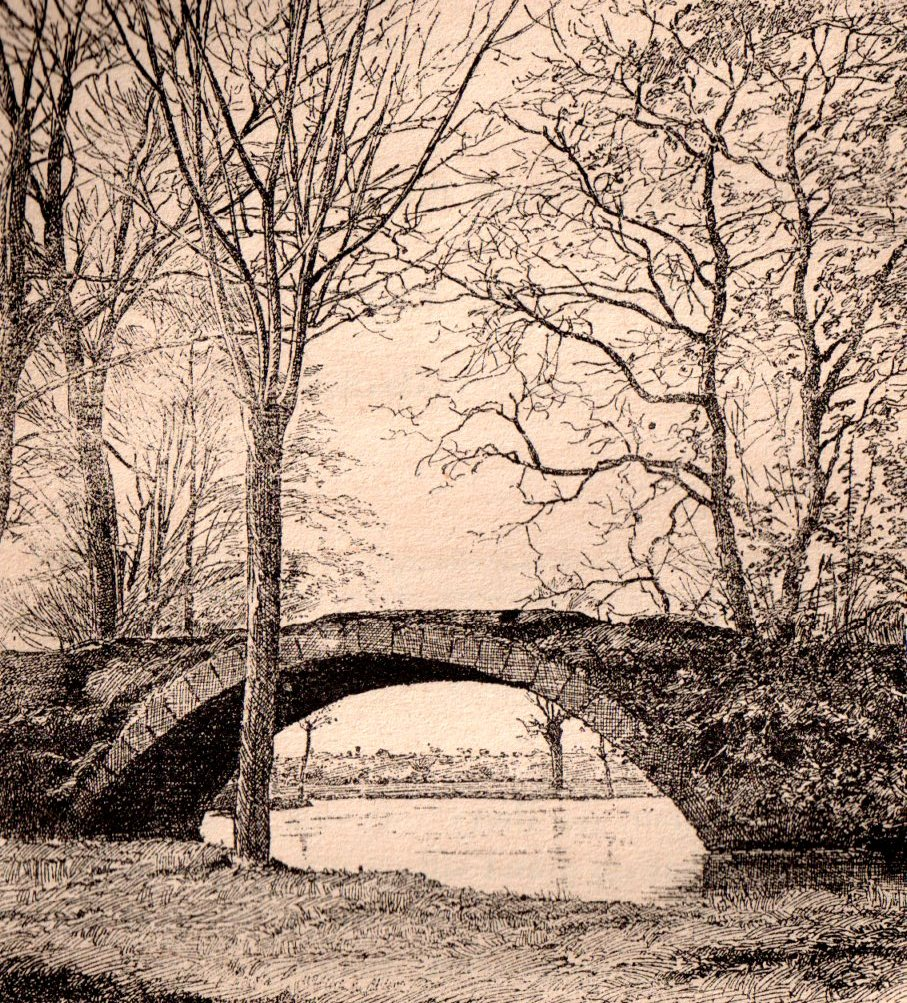
Pont de Calvin à Asnières-les-Bourges (au XIXe siècle).

Son père mourut en 1837 alors qu’il n’avait que deux ans et demi, et ce décès fit plonger la famille dans la plus grande misère. Il s’était en effet porté caution pour des sommes considérables et sa mère, alors qu’elle n’avait aucune responsabilité personnelle, vendit quand même la quasi-totalité de ses biens propres pour payer les cautions données par son époux.
François Coillard vécut alors seul avec sa mère dans une petite chaumière, ses frères et sa sœur étant placés dans deux riches familles protestantes des environs. Sa mère  fut obligée de travailler seule les vignes qui lui restaient mais les sympathies ne lui manquèrent pas car elle était unanimement appréciée dans la région. Cette bonté naturelle lui valait d’ailleurs le sobriquet de « mère Bonté », terme que François Coillard devait utiliser régulièrement plus tard dans sa correspondance. De plus, malgré ces conditions de vie, leur chaumière devint le centre de la vie protestante de Bourges, et leur unique chambre le pied-à-terre des évangélistes colporteurs qui sillonnaient le pays ; c’est là que François Coillard entendit pour la première fois chanter les cantiques de César Malan alors que, jusqu’alors on ne chantait dans les temples que les Psaumes.

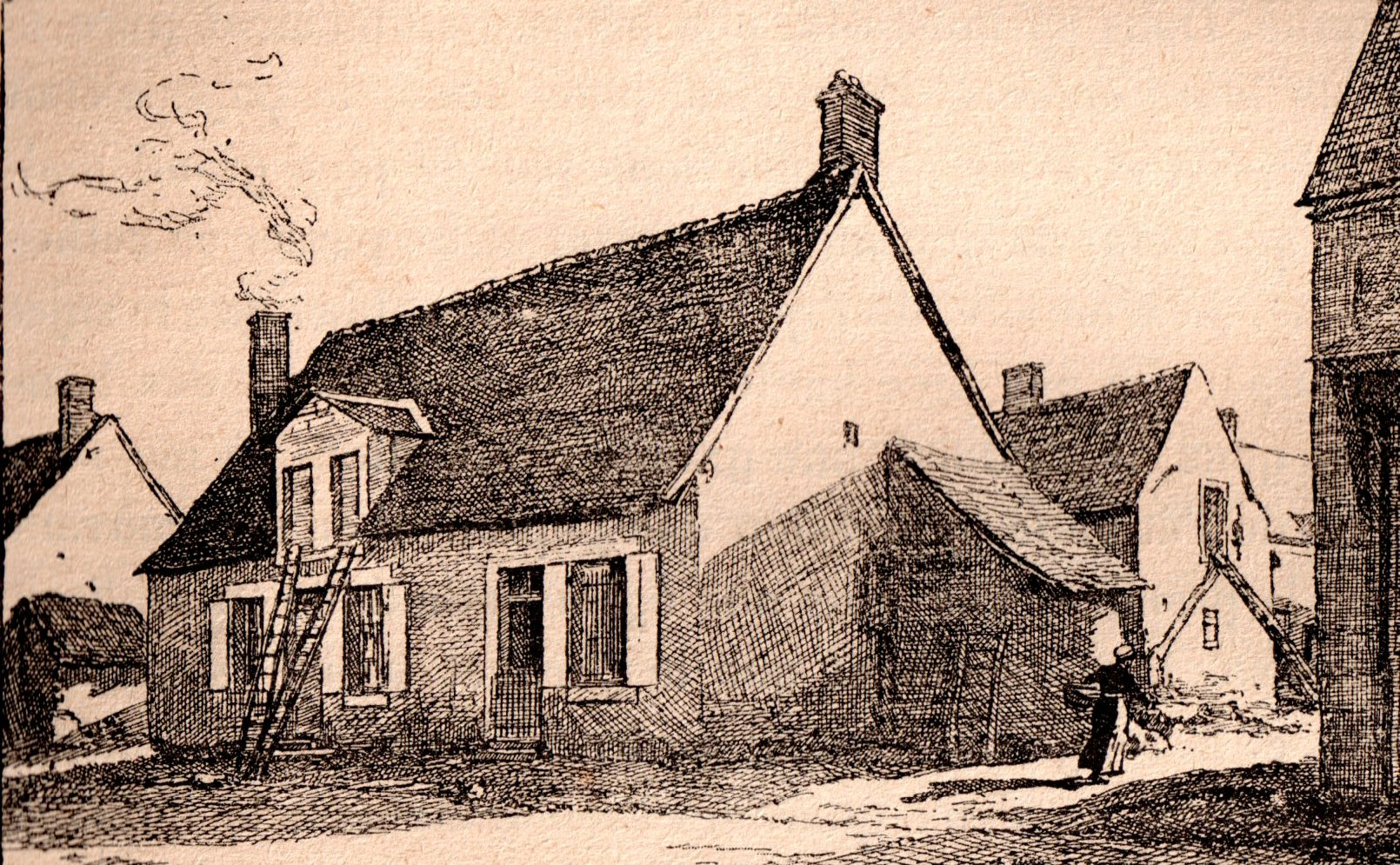
Maison natale de François Coillard.

En 1841, la situation économique de la famille ne s’améliorant pas, la mère de François Coillard dut accepter une place de ménagère dans une grande ferme dépendant d’un château appartenant à une riche famille protestante de Paris. François Coillard fut donc obligé, à son grand regret, de quitter l’école pour devenir gardien d’un troupeau de dindes car lui aussi devait gagner son pain. Il lisait cependant dans les champs les Evangiles car c’était le seul livre qu’il avait.
Cependant, souffrant de voir son enfant sans possibilité d’acquérir aucune instruction, la « mère Bonté » décida en 1843, malgré les problèmes financiers non résolus, de retourner à Asnières. François Coillard  put donc retourner à l’école où il restait toute la journée, même en dehors des heures de classe, ne rentrant chez lui que le soir après le retour de sa mère des champs. 
Cette attitude attira l’attention de son maître mais aussi celle d’Ami Bost, le nouveau pasteur de la paroisse de Bourges, qui l’influença profondément.
Le « père Bost » était une forte personnalité et il se comportait comme un Oberlin et un Félix Neff.  Il ne tolérait ni laisser-aller ni irrégularité dans la fréquentation du temple, n’hésitait pas à fustiger ses ouailles en chaire et à faire chanter des cantiques dans le temple, au grand dam des Anciens ; il ne craignait pas non plus de polémiquer par voie de presse avec l’archevêque de Bourges. Mais, d’un autre côté, Ami Bost s’appliquait personnellement à remédier aux conditions de vie déplorables. Il luttait sans cesse pour faire enlever les tas de fumiers qui traînaient devant les portes des maisons et à travailler lui-même avec ses enfants pour améliorer les routes boueuses, y compris dans le quartier catholique. Malgré ces efforts, le comportement d’Ami Bost déplaisait non seulement aux catholiques mais aussi aux protestants qui  trouvèrent bientôt que c’était « un casseur de vitres » et ils commencèrent à se plaindre de sa sévérité. 

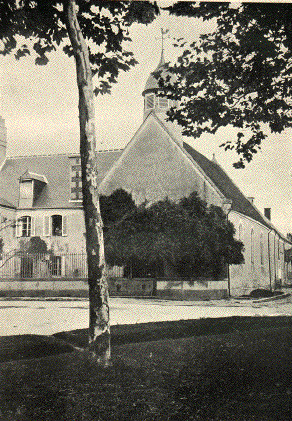
Le temple d'Asnières-les-Bourges.

Grâce à Ami Bost, sa famille et surtout leur fille, Marie, François Coillard  connut alors, comme il l’écrira lui-même, les plus belles années de sa vie. Il vécut en effet pendant quelques années dans une ambiance spirituelle et intellectuelle qu’il n’avait jamais connue jusqu’alors. Il prit goût à la musique et au chant et entendit pour la première fois parler des missions en terres lointaines. Aussi, le départ d’Ami Bost pour Melun en avril 1846 qui, comme le dit François Coillard, était « une puissante batterie appliquée à nos lourds vignerons », fut-il une énorme déception pour François Coillard, mais aussi, et malgré les problèmes antérieurs, pour tous les habitants du village, catholique comme protestants, qui firent tout pour empêcher ce départ. 
Bost fut remplacé par le pasteur Théophile Guiral. Comme il donnait également des cours à l’école, il remarqua bientôt deux des premiers élèves, dont François Coillard, et leur donna des leçons de latin ; il le présenta même un jour au célèbre avocat Pierre-Antoine Berryer. En mars 1848, son ancien instituteur étant parti pour Orléans, il fut remplacé par Frédéric Viénot, le père de Charles Viénot, le futur missionnaire et fondateur des écoles protestantes « modernes » à Tahiti. 
La révolution de 1848 eut d’importantes répercussions dans la région jusqu’en 1849 qui entrainèrent un renchérissement du coût de la vie auxquels vinrent s’ajouter des calamités naturelles.
En juin ou juillet 1849, comme la situation de la famille ne s’améliorait toujours pas, le pasteur Guiral proposa à la mère de François Coillard de le placer chez une riche famille protestante de la région. Il accepta à contre cœur mais il savait que c’était la seule façon de pouvoir soulager sa mère. Dans cet emploi, non rémunéré par ce qu'il était logé et nourri, il n’avait aucun répit. Il travaillait en effet toute la journée aux côtés du jardinier qui le considérait comme un futur rival. Il était très apprécié de tous mais il était malheureux car il n’avait pas la possibilité de lire et, surtout, parce qu'il voyait que ses maitres le destinaient à devenir jardinier, ce qu'il ne pouvait admettre. C'est dans ces dispositions qu'il retourna quelques jours à Asnières pour faire sa communion.

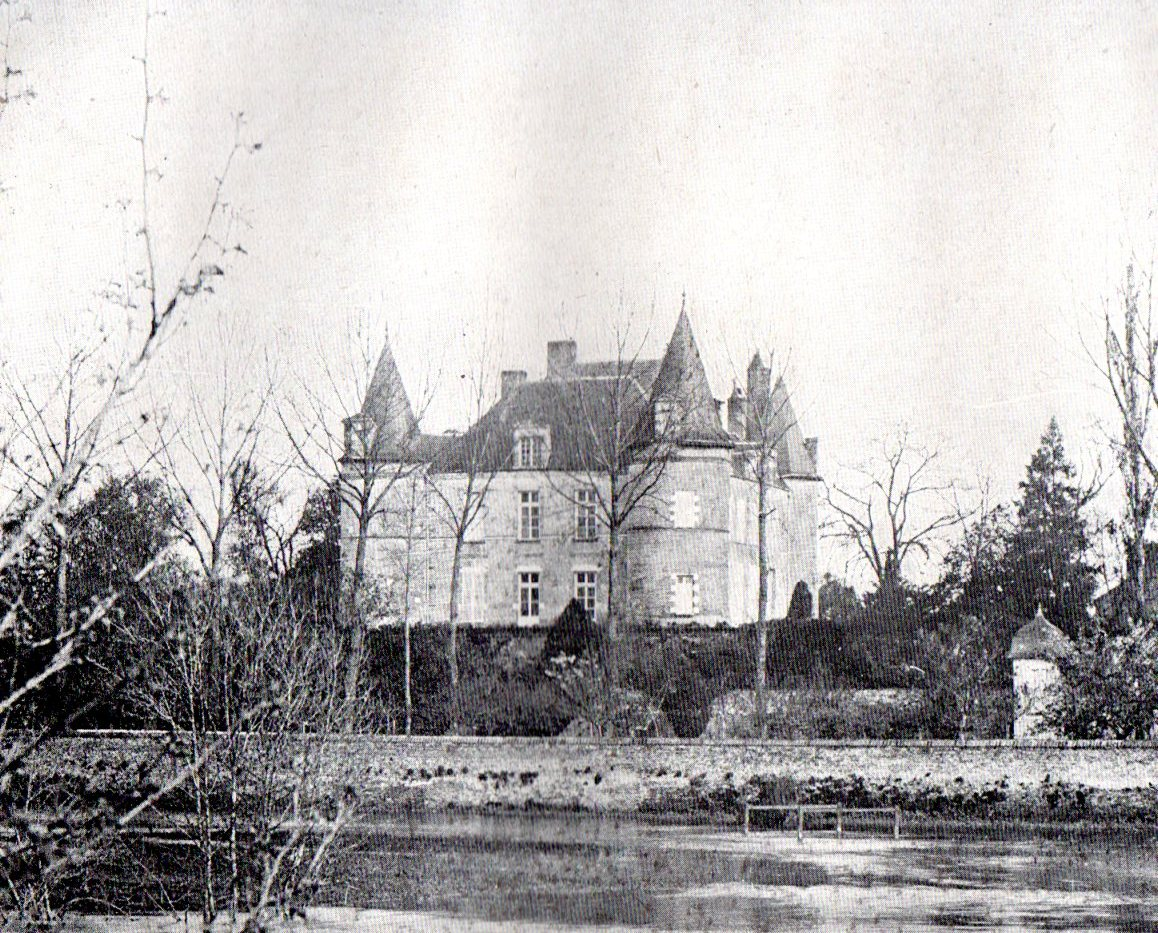
Château de la Ferté-Imbault où était employé François Coillard.

Il se plaint de cette situation au pasteur Guiral et, n'en pouvant plus, il finit par écrire aux propriétaires du château, qui étaient retournés à Paris pour l'hiver, afin de se plaindre également. Sans doute choqués par tant d'impertinence, ils lui donnèrent aussitôt son congé et François Coillard se retrouva donc à la rue. Heureusement, une connaissance du voisinage le recueillit pour quelques jours et lui trouva un emploi en Sologne chez Monsieur Robert Kirby révérend britannique pasteur de l'église anglicane qui y possédait le château de La Ferté-Imbault. Il arriva en Sologne au printemps 1850 et il trouva sa nouvelle situation bien meilleure ; son travail ne l'intéressait cependant toujours pas car sa seule ambition était de poursuivre des études.

Connaissant ses souhaits, le pasteur Guiral lui écrivit alors une lettre dans laquelle il lui parlait, mais sans rien lui promettre, d'un institut, à Glay (Doubs), qui recevait de jeunes protestants souhaitant devenir, instituteur, pasteur ou missionnaire. François Coillard en parla aussitôt à ses maitres qui, convaincus de ses qualités, écrivirent immédiatement au directeur de Glay pour le recommander.
Une réponse favorable arriva rapidement et François Coillard quitta le château en juin 1851 pour Asnières où il passa trois mois. Lors du dernier culte auquel il assista à Asnières, le pasteur lut un appel de la Société des Missions de Paris qui faisait un pressant appel à la jeunesse et, à la sortie il dit à sa mère : « Pourquoi ne serais-je pas missionnaire, moi aussi ? ». Elle ne lui répondit pas ce jour mais aumoment de son départ, elle lui dit : « Fais tout ce que tu voudras ; mais surtout, je t’en supplie, ne pense pas à devenir missionnaire ».
François Coillard prit le train pour Glay dans les derniers jours de septembre 1851.

## Études à Glay, à Paris et à Strasbourg
En arrivant à Glay, François Coillard veut surtout poursuivre ses études mais c'est là pourtant qu’il répond à un appel pour devenir missionnaire. La Société des missions évangéliques de Paris (SMEP) accepte sa candidature mais, son niveau d’étude étant trop faible, elle lui demande de suivre les cours de l'École préparatoire de théologie des Batignolles. Pour éviter la conscription, la durée du service militaire étant alors de sept ans, il part ensuite à Strasbourg ou il passe son baccalauréat, mais sans succès. Il est alors admis à la Maison des missions de Paris et, alors qu’il n’a pas encore terminé ses études, la SMEP décide de l’envoyer en renfort au « Lessoutho » (Lesotho).

### Études à Glay et vocation missionnaire
L'Institut de Glay avait été fondé en 1822 par  le pasteur Henri Jaquet qui avait une réputation de piétiste. Il n’entendait pas donner à ses élèves une formation théologique ambitieuse mais leur assurer une formation courte et ciblée pour devenir pasteur, instituteur ou missionnaire ; certains de ses élèves devaient d’ailleurs acquérir une certaine célébrité dans les milieux protestants, comme Rolland et Pellissier qui furent parmi les premiers missionnaires envoyés en Afrique du Sud.

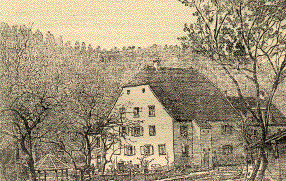
L'Institut de Glay (Doubs).

François Coillard fut accueilli chaleureusement à Glay et, malgré sa grande timidité, il n’éprouva aucune difficulté à s’intégrer dans son nouveau milieu. Il appréciait particulièrement que  la discipline soit faite  par les élèves eux-mêmes et l’ambiance très familiale. Le rythme de travail était immuable, avec des cours, des moments de prières et des réunions de discussions entre les élèves. 
En août 1852, à la suite d'une prédication de M. Jaquet, sa vie spirituelle est bouleversée par une expérience  personnelle avec Dieu : « Ce fut comme si une voix, entendue de moi seul, me disait, avec une force et une suavité indescriptibles : « Mon fils, va en paix, tes péchés te sont pardonnés! ».

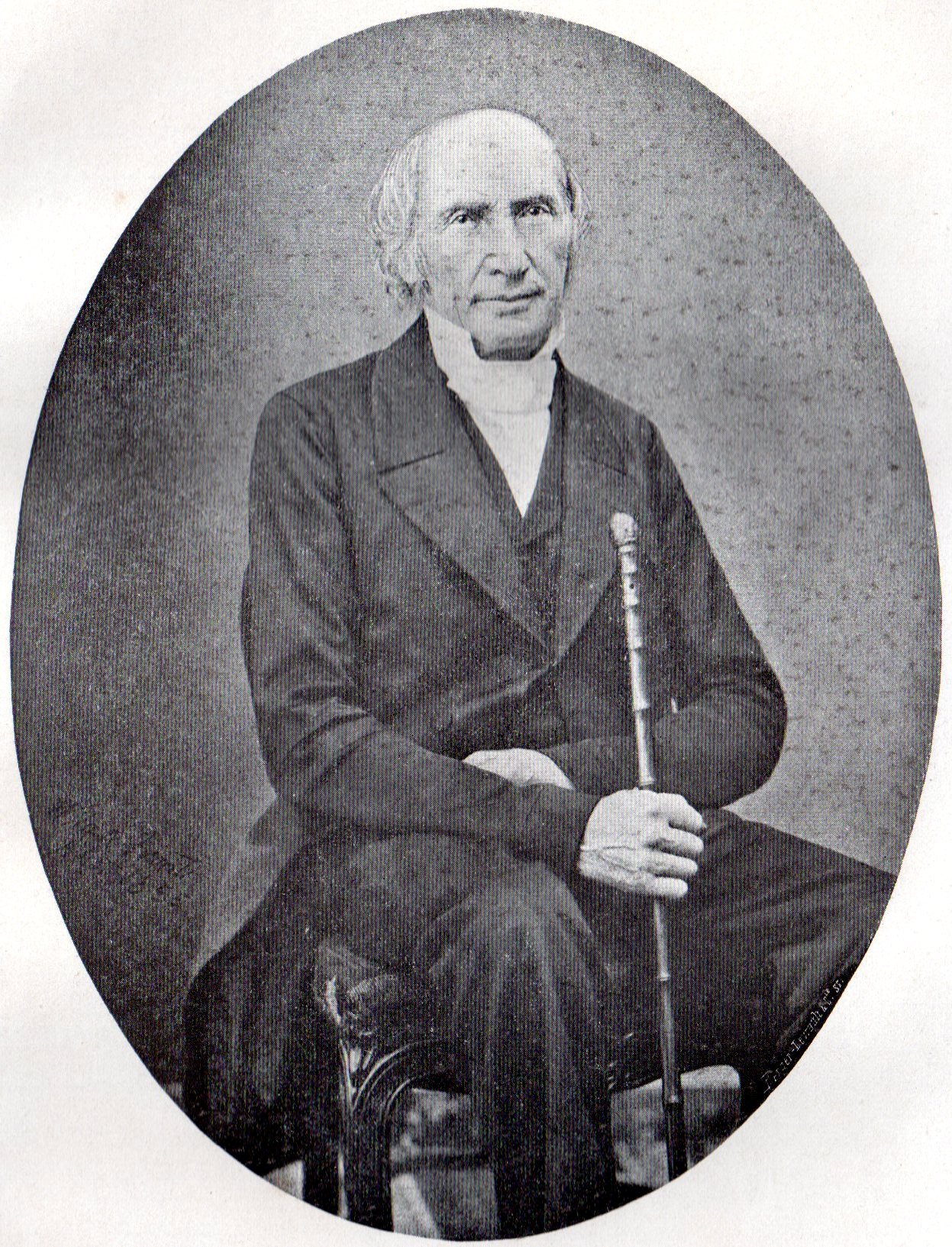
M. Henri Jaquet (1788-1867).

Quelque temps après sa conversion, survint un nouvel appel de la Société des missions évangéliques de Paris et M. Jaquet pressa avec instance ses élèves de se consacrer au service de Dieu. Les missions n'étaient plus pour François Coillard un sujet nouveau ou étranger et il ne concevait rien de plus grand que la vocation missionnaire mais sa mère constituait un grand obstacle car il sentait qu’il avait à son égard  des obligations sacrées et  une dette de filiale reconnaissance.
Après bien des tourments et des prières pendant plusieurs mois, et alors que Coillard avait pratiquement renoncé, elle finit par lui écrire pour lui donner son consentement à la fin octobre 1852.
Sa décision étant prise, il lui restait une importante démarche à faire, celle de son admission dans une institution missionnaire. À part l'église morave, dont il n’était pas membre, il ne restait que deux sociétés de missions, celle de Bâle et celle de Paris. Celle de Bâle était la plus connue et la plus populaire à Glay et l’attraction de Bâle était donc forte. Mais François Coillard se sentait français de cœur et de naissance, et c'est de Paris qu'étaient venus les appels qui l'avaient si profondément remué. C’est donc à Paris qu’il s’adressa.
Coillard écrivit donc à M. Grandpierre, le directeur de la Société des missions à Paris, et M. Jaquet accompagna sa lettre d’une recommandation, « avec de nouvelles et vives instances ». Le 1er décembre 1852, le Comité de la Société des Missions décidait de faire examiner Coillard par quelques pasteurs de la région de Montbéliard, dans l'espoir qu'il pourrait peut-être être reçu à l'École préparatoire de théologie des Batignolles, une commune alors distincte de Paris.

Sur avis favorable des pasteurs, le Comité accepta la candidature de Coillard le 2 février 1853 mais, comme les cours aux Batignolles avaient déjà commencé depuis le mois d'octobre, il demanda à M. Jaquet s’il ne pouvait pas lui donner, en attendant, des cours de latin et de grec. M. Jaquet n’ayant pu se charger de cette tâche supplémentaire, il répondit au Comité que le pasteur du Magny-Danigon (Haute-Saône), M. Jeanmaire, voulait bien s’en charger après Paques et, qu’en attendant, un ancien prêtre de Turin lui donnerait des cours de latin.

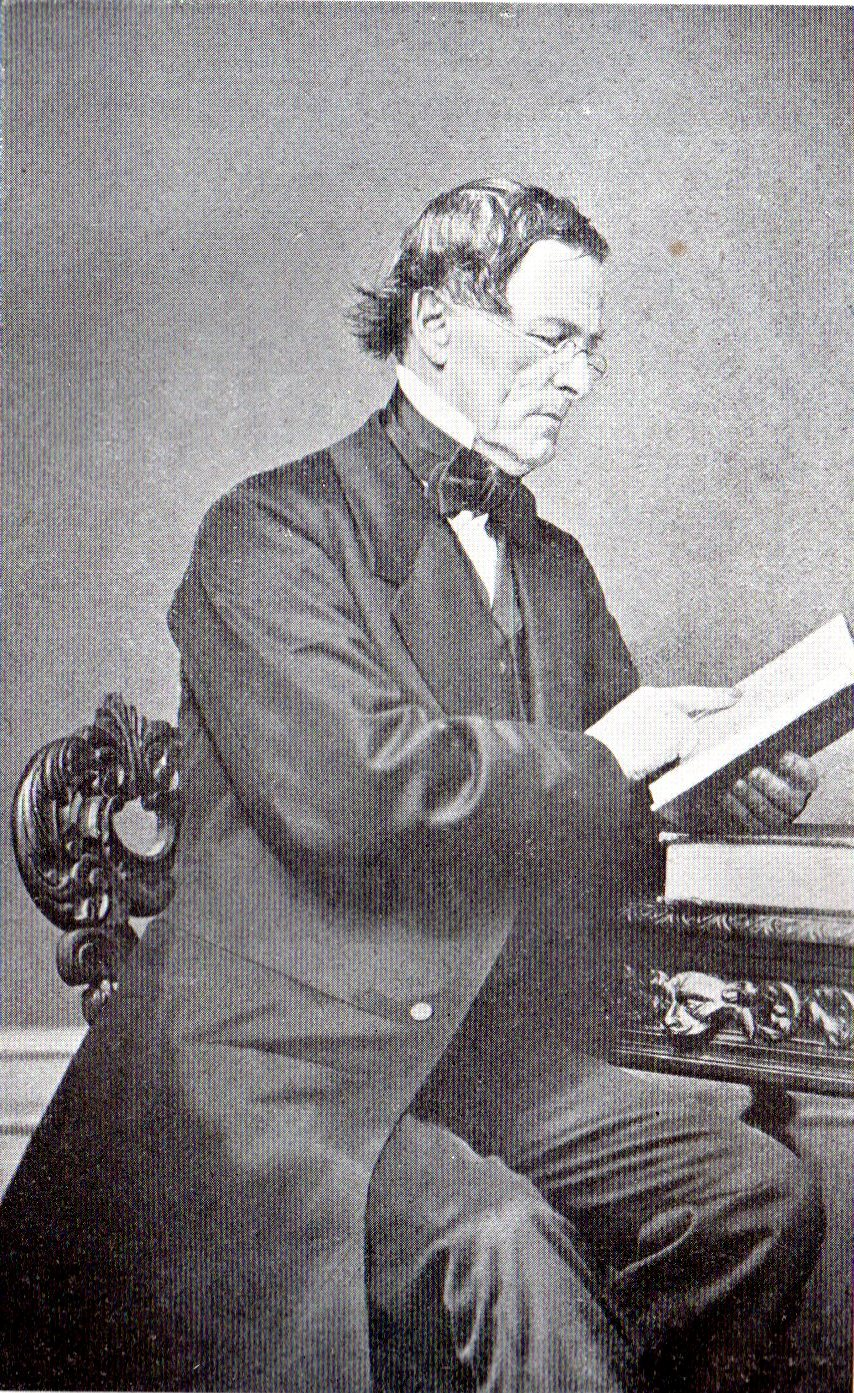
M. Louis Jeanmaire (1802-1883).

Le Comité ayant accepté cette solution, Coillard partit pour Magny-Danigon, situé à environ 50 km de Glay, le 16 ou le 17 avril 1853. M. Jeanmaire était un érudit d'une grande humilité et, avec son épouse, il accueillit Coillard comme son enfant. Le rythme de travail était pour le moins soutenu, puisque, selon M. Jeanmaire lui-même, François Coillard travaillait tous les jours, sauf le samedi après-midi et le dimanche. Aussi, au terme de son séjour au Magny, il était capable de lire les évangiles, dans la Vulgate et de comprendre, avec l'aide d'un dictionnaire, le texte original du Nouveau Testament. De plus, il a également commencé l’hébreu pour lire l’Ancien Testament.
Pendant tout ce temps, M. Jeanmaire a échangé des correspondances avec le Comité pour lui rendre compte des progrès de Coillard dans les matières qu’il lui enseigne, mais aussi pour l’interroger sur son avenir. Il semble que le Comité ait envisagé de l’envoyer à l’Institut de Bâle, solution que Coillard aurait préféré car il connaît déjà des français qui étudient dans cet établissement. Cependant, dans une correspondance du 7 septembre, il n'est plus question de la Société des Missions de Bâle et le Comité de Paris confirme sa décision de placer Coillard à l'École préparatoire de théologie des Batignolles
Mais l'admission définitive de Coillard aux Batignolles subit encore quelques retards car, on ne sait pourquoi, la Société des Missions n’a rien fait jusqu’alors et s’adresse seulement à ce moment à l’École des Batignolles pour lui demander d’accueillir François Coillard. Finalement, le 13 octobre, M. Grandpierre écrit à M. Jeanmaire pour lui dire que Coillard doit gagner Paris dans les meilleurs délais.
La lettre n’arrive que le 17 octobre 1853 et François Coillard quitte Magny-Danigon pour Paris le jour même. Il ne pourra aller à Asnières voir sa mère qu’il a quittée depuis deux ans.

### Études aux Batignolles, à Strasbourg et à Paris
François Coillard arriva aux Batignolles avec plusieurs semaines de retard ce qu'il fit qu'il eut du mal à s'intégrer dans le groupe d'une douzaine d'élèves qui avaient par ailleurs une éducation et une culture supérieure à la sienne. Il mit du mal également à s'adapter au directeur, Louis Boissonnas, qui était très attaché à l'église réformée et peu attiré par le mouvement de Réveil, comme l'avaient été les précédents maîtres de François Coillard. Il se mit alors à regretter de ne pas être allé à Bâle et il demanda à intégrer une école formant des missionnaires et non des bacheliers.
 
Après un début difficile, dû certainement à sa grande sensibilité, il se remit courageusement aux études, consacrant l'essentiel de son temps libre à l'enseignement des enfants, dans les écoles du dimanche ou dans des familles. C'est dans l'une d'entre elles, la famille André qu'il fit la connaissance des sœurs Mackintosh, l'une d'entre elles, Kristina, étant celle qui devait devenir plus tard son épouse. Il fréquentait aussi assidument les lieux de culte, tant l'Oratoire du Louvre que des salles dans lesquelles prêchaient des évangélistes indépendants comme James Hocart. 

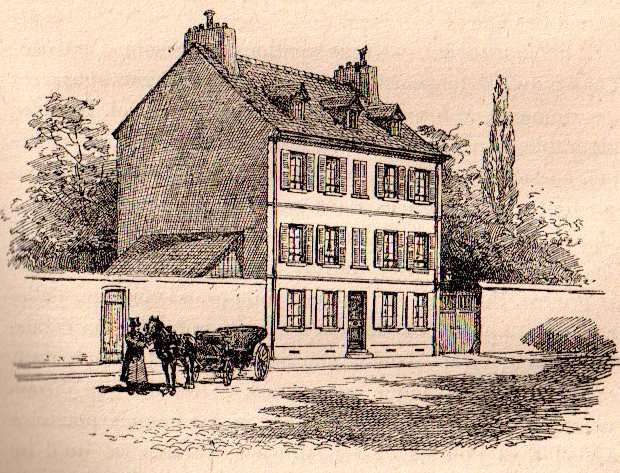
La Maison des missions de Paris (Passy).

En août 1854, il réussit à obtenir des vacances pour aller revoir sa mère à Asnières où il tomba gravement malade et ce n'est qu'en décembre qu'il reprit le chemin des Batignolles. À son retour il fut informé qu'il devait passer à la conscription, avec comme conséquence, s'il ne tirait pas le bon numéro, de faire sept ans de service militaire. Ceci pouvait signifier pour lui la fin de ses ambitions missionnaires car, la France étant alors engagée dans la Guerre de Crimée, les bons numéros étaient rares. Messieurs Boissonnas et Grandpierre pensant que « la prudence humaine, en circonstances critiques, n’est pas un manque de foi », décidèrent de l’envoyer à Strasbourg car les étudiants à la faculté de théologie échappaient au service militaire. Il partit donc en urgence le jour de Noël pour Strasbourg où il devint élève du Séminaire, afin d'échapper aux gendarmes, mais il suivit en fait les cours du Gymnase afin de préparer le baccalauréat. Il renonça finalement à la protection que lui accordait son inscription au séminaire pour passer le Conseil de révision où il tira un bon numéro. Il resta cependant à Strasbourg où il échoua au du baccalauréat en août 1855 et revint aux Batignolles aussitôt après.   
Des Batignolles, François Coillard se rendit à Asnières où il s'interrogea sur son avenir. Devait-il poursuivre ses études à Strasbourg ou aux Batignolles ou bien rester à Asnières ? Le Comité des missions décida qu'en attendant la réouverture de la Maison des missions, Coillard resterait à Asnières où il pourrait commencer ses études de théologie sous la direction du pasteur tout en assurant sa suppléance. Il y resta jusqu'en octobre 1856, date à laquelle se rouvrit à Passy la nouvelle Maison des missions, sous la direction d'Eugène Casalis. Il ne devait y rester qu'un an car le Comité des missions décida en mars 1857 de l'envoyer en renfort au Basutoland, bien qu'il n'ait pas achevé ses études. Consacré le 24 mais dans le temple de l'Oratoire du Louvre à Paris, il va faire ses adieux à sa mère et quitte Paris le 22 août 1857.

## Missionnaire au Basutoland

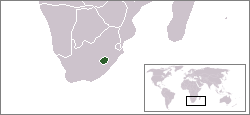
Le Basutoland, aujourd'hui le Lesotho

Le Basutoland (aujourd’hui le Lesotho), est un royaume indépendant situé en Afrique du Sud où la société des missions était présente depuis 1833 avec les missionnaires Constant Gosselin, Eugène Casalis et Thomas Arbousset. 
François Coillard arrive au Cap le 6 novembre 1857, en compagnie du missionnaire Pelissier qui rejoint la station de Béthulie, et ils partent aussitôt pour le Basutoland. En approchant du pays, ils trouvent toutes les stations missionnaires pillées et incendiées, la région étant ravagée par le conflit armé qui venait d'éclater entre le Basutoland et les Boers de l'État libre d'Orange. Ils arrivèrent finalement le 8 mai 1858 à Thaba-Bossiou, la capitale du Basutoland, qui avait résisté aux assauts des Boers.
La conférence missionnaire décide quelque temps après d'ouvrir deux nouvelles stations missionnaires, Bethléem et Leribe, cette dernière étant confiée à François Coillard. Malgré la crainte de prendre en charge tout seul une station éloignée, Coillard accepte cette décision et arrive à Leribe en février 1859.

### Création de la station de Leribe
La localité de Leribe est située au nord-ouest du Lesotho, dans un méandre de la rivière Hlotse qui se jette un peu plus loin dans le Calédon, rivière qui sert de frontière avec l'État libre d'Orange. C'est une région convoitée par les colons Boers et le roi du Lesotho, Moshoeshoe, y a nommé un de ses fils, Malopo, qui jouera un jeu politique personnel dans les relations entre le Lesotho et les Boers de l'État Libre d'Orange.
Autour de la station de Leribe il y a plusieurs localités, en fait des groupes de huttes ; à une vingtaine de kilomètres au nord-est, Botha-Bothé ; au sud-ouest, le village de Simoné où réside le chef Molapo ; une enceinte fortifiée, « le camp », sur les hauteurs dominant le confluent entre le Calédon et la rivière Hlotse, d'où son nom de Hlotse-Heights.  À noter enfin que le Mont aux Sources, point culminant du Lesotho avec 3 300 m d'altitude, est à moins de 100 km de Leribe, à vol d'oiseau.

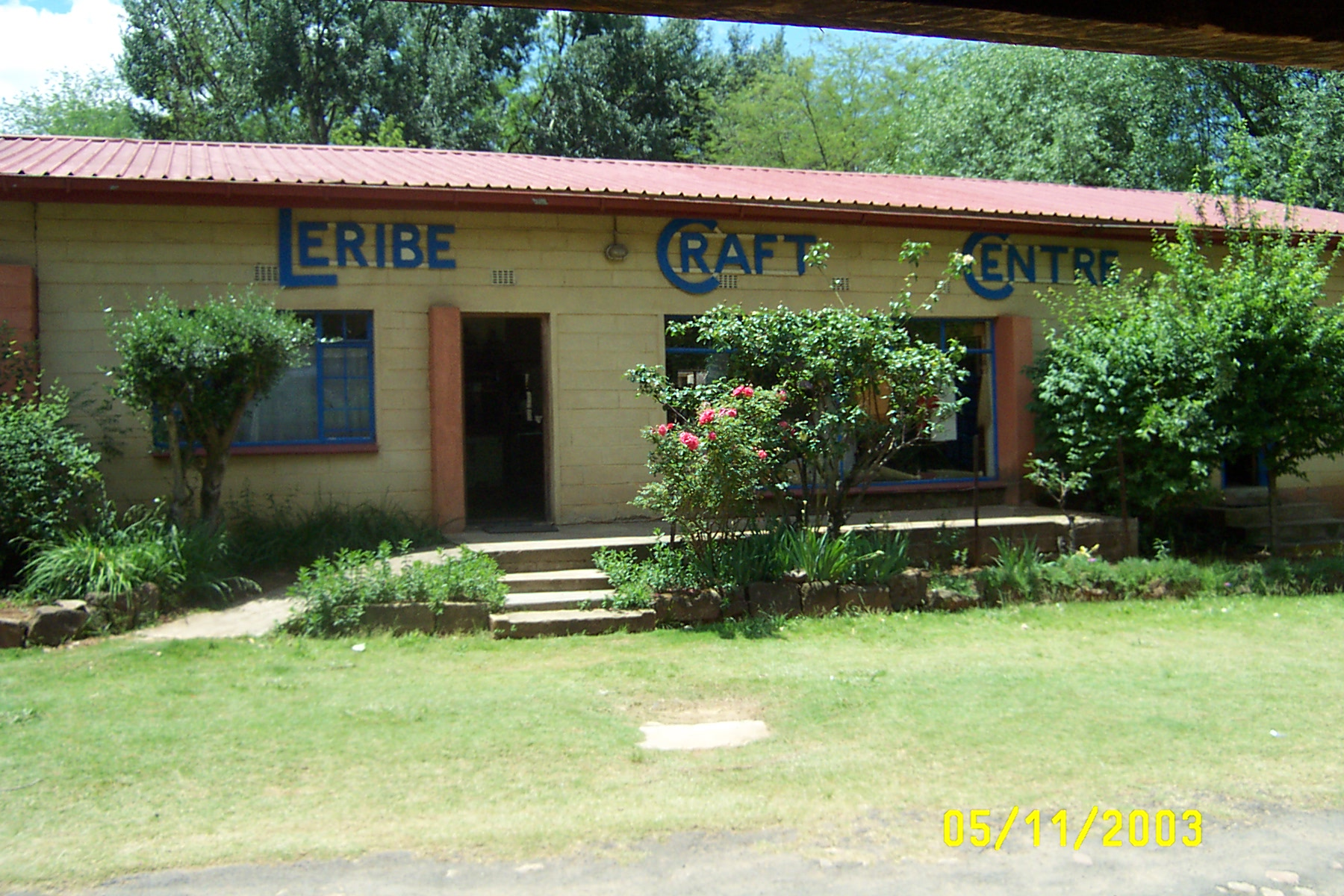
Leribe aujourd'hui.

À son arrivée dans cette région excentrée du Lesotho, François Coillard est bien accueilli par Malopo, bien que celui-ci, après s'être converti au christianisme et avoir été baptisé, soit retourné vers les coutumes païennes (il n'avait, par exemple, pas moins de quarante ou cinquante femmes). Coillard doit faire œuvre de pionnier et, pendant plus d'un an, il va consacrer une grande partie de son temps à des travaux de construction, de sa chaumière d'abord puis d'une chapelle provisoire. Comme il vit seul, il doit aussi s'occuper de toutes les affaires du ménage, de la cuisine et même de la confection de ses vêtements. Il n'oublie cependant pas ce pour quoi il est venu en Afrique et il annonce l'évangile lors de réunions festives ou dans la chapelle qui réunit une centaine d'adultes aux services du dimanche. En contact permanent avec les Bassoutos, il apprend aussi rapidement leur langue à laquelle il s'était cependant déjà un peu formé avec Prosper Lemue avant de prendre le poste de Leribe ; il deviendra d'ailleurs bien vite l'un des missionnaires parlant le mieux le sessouto.
François Coillard aimait son œuvre de Leribe mais il souffrait de la solitude et il semble avoir eu du mal à s'imposer, d'autant qu'il avait un aspect très juvénile, surtout lorsqu'il se rasait la barbe. Deux ans après son arrivée, il va cependant trouver la compagne qui lui manquait en Cristina Mackintosh, la jeune Écossaise qu'il avait connue dans les salons parisiens ; plus âgée que lui, elle va lui permettre de murir et de consolider son ministère.
En janvier 1861, il part l'accueillir à Port Elizabeth, dans la colonie britannique du Cap, mais elle arrive finalement au Cap où Coillard doit aller la chercher. Le mariage a lieu dans cette ville en février puis le couple retourna à Leribe où ils créèrent une école qui ne s'interrompait que le samedi, tout en parcourant le pays à cheval pour évangéliser le pays. Les résultats ne furent pas rapides mais, en août 1862, ils eurent la joie de baptiser les deux premiers Bassoutos de Leribe. C'est aussi à cette date que les Coillard décidèrent, en accord avec les représentants de la Mission, de s'installer sur un nouvel emplacement situé à deux kilomètres du premier, celui-ci présentant l'inconvénient, entre autres, de ne pas avoir de point d'eau à proximité.

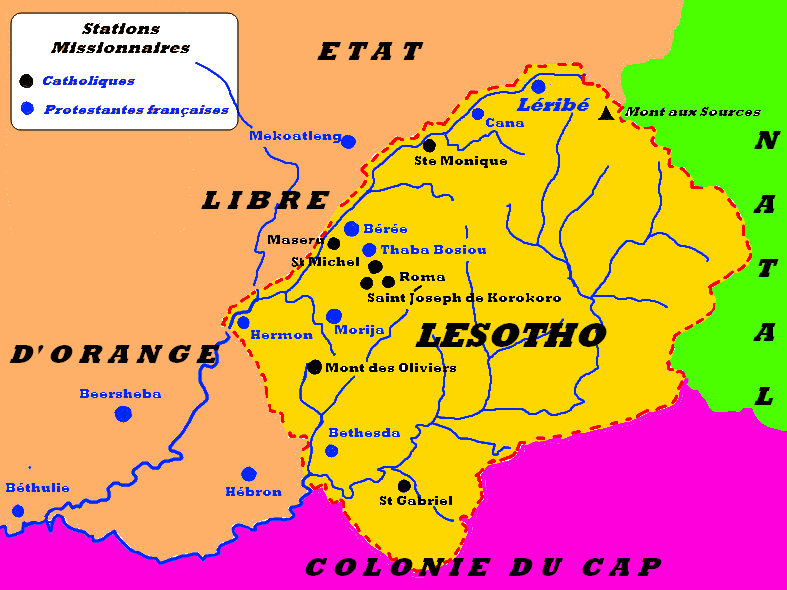
Les stations missionnaires.

Ils s'installèrent début 1863 sur le site de la nouvelle station où ils vécurent dans des conditions difficiles, les travaux ne progressant que lentement, ceci faute d'argent. Quelques ouvriers blancs, rencontrés par hasard et peu travailleurs, les aidèrent à construire une petite maison en pierre, en fait une seule pièce, ce qui obligeait le couple à utiliser aussi leur tente et une hutte pour faire la cuisine (leur véritable maison ne devait être terminée qu'en 1875). Ils privilégiaient la construction d'une école, pour accueillir les enfants du village qui jouxtait la station,  et du temple, mais celui-ci ne devait être achevé  qu'en 1871.  
Tous ces travaux se déroulaient alors que la guerre couvait à nouveau entre le Lesotho et l'État Libre d'Orange, les deux pays revendiquant la partie nord-ouest du Lesotho située sur la rive droite du Calédon, dans le district de Leribe. Cette situation était la conséquence de la non définition de la frontière sur le terrain. Celle-ci avait été fixée en 1848 par arbitrage du Major Warden, résident britannique dans la Souveraineté d'Orange, « comme de juste, au détriment des noirs », puis, à nouveau en 1859, le Lesotho perdant alors les meilleures terres agricoles à l'ouest du Caledon.
À la suite d'un ultimatum de l'État Libre d'Orange, et afin d'éviter la guerre, le Lesotho évacua les terres contestées mais l'un des fils du roi se mit alors à piller les fermes Boers mais aussi, on ne sait pourquoi précisément, celles de paysans Zoulous du Natal.
Ce comportement entraîna la riposte immédiate de l'État Libre d'Orange, qui déclara la guerre le 5 juin 1865, et Theophilus Shepstone, le gouverneur du Natal, envoya aussi des troupes sur la frontière. Pris de panique, Malopo décida de se désolidariser des Bassoutos et d'envoyer une ambassade pour demander la protection de l'Angleterre sur son district. Cette ambassade, à laquelle fut associé François Coillard en qualité d'interprète, fut bien reçue par Theophilus Shepstone qui organisa même une danse guerrière en leur honneur, mais les Zoulous se mirent à crier : « Donne-nous ces Bassoutos, que nous les dévorions ! ».
Malopo n'ayant finalement pas obtenu la protection de l'Angleterre, ce qu'il reprocha toujours d'ailleurs à Coillard, rechercha et obtint alors celle de l'État Libre d'Orange qui annexa le district de Leribe. Le gouvernement dudit État Libre, qui avait intercepté les correspondances de Coillard, lui reprocha son immixtion dans les affaires politiques et décida donc de l'expulser en avril 1866.

### Exil au Natal
Le couple trouve trouva alors refuge au Natal où il arriva en juillet. La S.M.E.P. lui proposa un poste à l'île Maurice mais François Coillard le refusa. Il resta quelque temps à Pietermaritzburg puis il alla travailler dans une mission américaine auprès des Zoulous, à Ifoumi, où il apprit la langue zoulou et fit connaissance de l'évêque anglican hétérodoxe Colenso.
Pendant ce séjour forcé au Natal, François Coillard fut bien malade pendant de longs mois et il ne reprit une pleine activité que début 1868. Il prêchait devant des assistances les plus diverses, en zoulou, en sessouto, en anglais, et multipliait aussi les contacts dans les milieux gouvernementaux, plus particulièrement avec Theophilus Shepstone, l'homme politique britannique qui devait jouer plus tard un rôle essentiel dans l'établissement du protectorat sur le Basutoland. 
La pensée de François Coillard restait cependant toujours tournée vers le Lesotho d'où il recevait des nouvelles et des visites fréquentes, mais sa réinstallation à Leribe était impossible. En effet, si les missionnaires purent retourner au Lesotho après que ce pays eut accepté le protectorat britannique, il n'en fut pas de même pour Coillard, le district de Leribe restant encore possession de l'État Libre d'Orange.
C'est dans ce contexte qu'il accepta la proposition de la SMEP d'aller prendre en charge temporairement la station missionnaire française de Motito, près de Kuruman, au Bechuanaland, à plus de 700 km au nord-est du Natal. Le couple quitta le Natal en juillet 1868 et il réussit à passer par Leribe où il resta quelques jours seulement, à la grande joie de tous les chrétiens du district. 
Pendant son séjour à Motito, François Coillard se rendit à deux reprises à Kuruman pour y rencontrer le missionnaire britannique Robert Moffat déjà célèbre à l'époque dans les milieux protestants. C'est là surtout qu'il fit la connaissance du missionnaire Price, le premier à être allé en famille évangéliser les Makololos du Barotseland peu après le voyage exploratoire de David Livingstone. Price échappa lui-même miraculeusement à la mort mais il perdit dans cette tentative prématurée son épouse, son enfant, deux compagnons et plusieurs accompagnateurs. 
On peut raisonnablement penser que c'est à cette époque qu'a commencé à germer dans l'esprit de Coillard l'idée d'une mission au Zambèze. En effet, Price lui décrivit un pays dans lequel les populations parlaient la langue sotho, l'élite du pays étant même encore d'origine sotho, cette situation s'expliquant par le Mfecane, le grand déplacement de populations devant l'expansion zoulou.
En effet, en 1823, Sebitwane, le chef sotho d'une tribu vivant dans la région de la future ville de Winburg dans l'État Libre d'Orange, est contraint de fuir avec son peuple devant les zoulous. À la recherche d'une terre d'asile, il traverse le Limpopo, contourne la partie orientale du désert du Kalahari et finit par traverser le Zambèze où il s'installe après avoir conquis le royaume du Barotseland ou Bulozi, le pays du peuple Barotsi ou Lozi. Les sothos du Barotseland, connus sous le nom de Makololos ou Kololos, imposent alors leur langue dans les échanges et forment la classe dirigeante du pays. Ce royaume, dont le centre est situé dans la plaine d'inondation du Zambèze autour de Mongu, contrôle alors un territoire actuellement situé dans la partie orientale de l'Angola, la Bande de Caprivi et, très certainement une portion de territoire plus étendue que celle de l'actuelle province occidentale de Zambie.
Les seuls rivaux des Makololos sont les Ndébélés qui vivent au sud du Zambèze, sur le territoire de l'actuel Zimbabwe aussi, lorsque David Livingstone rencontre le chef Sebitwane, celui-ci demande-t-il à l'explorateur d'installer dans son pays une mission  qui constituerait une protection contre la menace des Ndébélés. Le successeur de Sebitwane, son fils Sekeletu, réitère cette demande de mission à Livingstone lorsque celui-ci remonta le Zambèze en 1851-1853 et il obtint un accord de principe qui fut confirmé par la London Missionary Society.
Cette mission, arrivée en 1859, était celle déjà évoquée, de Price et Helmore, qui fut mal accueillie par Sekeletu qui pensait voir revenir Livingstone, voire empoisonnée.
Se trouvant à Kuruman en janvier 1896, François Coillard ne devait pas retourner à Motito. Cette station étant cédée à la London Missionary Society, il quitta Kuruman en avril 1869 pour Leribe où il arriva début mai.

### Retour à Leribe
Les autorités de l'État Libre d'Orange ne s'étant opposé à ce retour que de façon verbale, François Coillard put donc reprendre son œuvre assez librement. Il profita de cette période pour achever la construction du temple et de sa maison, reprendre les tournées d'évangélisation, et ce malgré un état de santé assez préoccupant. Il envisageait alors de rentrer en France pour prendre des congés, mais son voyage en Europe fut reporté et ajourné en 1876. Les besoins de la mission au Lesotho étaient en effet assez grands et ses moyens humains limités, d'autant que les renforts de missionnaires n'étaient pas à la hauteur de l'attente.

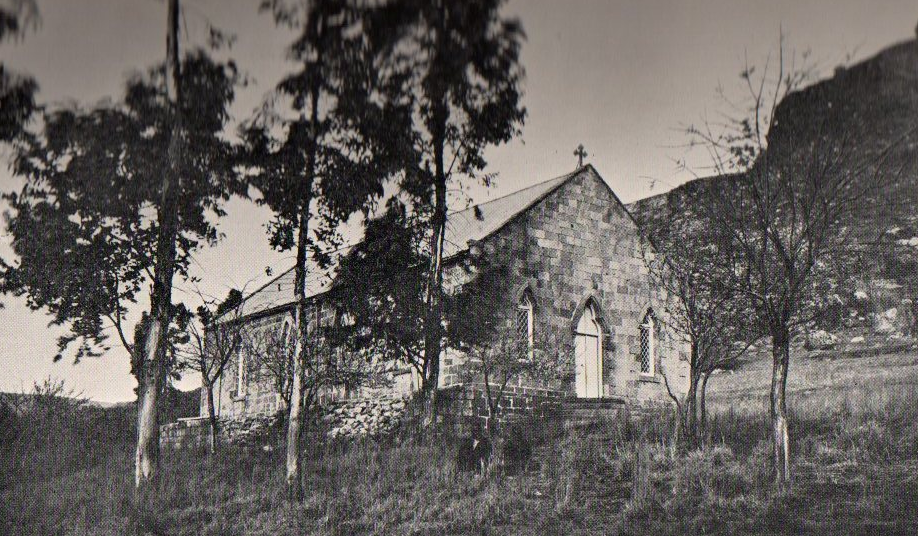
Le temple de Leribe.

Malgré ce contexte peu favorable, la volonté d'aller évangéliser les populations au-delà du Limpopo, au pays des Banyaïs, ne fit que se renforcer pendant toutes ces années, chaque conférence des missionnaires du Lesotho abordant le sujet.
Il convient de préciser que  l’idée d’envoyer des évangélistes sotho dans des régions extérieures au Lesotho n’était pas récente et qu’elle avait déjà connu un début de réalisation en 1863 avec l’envoi d’Esaïe Seele, un chrétien de Bérée, chez les Bapédis, un peuple vivant au nord-est du Transvaal. 
Dix ans plus tard, Asser Sehahoubane, un autre missionnaire sotho en poste au Transvaal, est chargé par les Églises du Lesotho d’aller à la recherche d’un nouveau champ de mission  au-delà du Limpopo. Accompagné de trois autres évangélistes sotho, il traverse le Limpopo en mai 1874 et parcourt le pays des Banyaïs où il trouve une population réceptive à l’évangile, trois chefs demandant même des missionnaires. De retour au Lesotho en octobre 1874, ses récits produisirent partout une forte impression, soulevant une vague d'enthousiasme pour la mission dans les églises.
Ce fut cependant le passage au Lesotho en 1874 du major Charles H. Malan, le petit-fils du pasteur César Malan, qui donna une impulsion définitive au projet, cet officier britannique devenu missionnaire et évangéliste après sa conversion enflammant ses auditoires au récit de ses voyages et renouvelant l'esprit de mission chez les chrétiens. Une conférence extraordinaire se réunit alors en août 1875 dans la station missionnaire de Morija et prit la décision d'envoyer quatre évangélistes l'année suivante. Les autorités du Transvaal ayant refusé de laisser passer sur son territoire les évangélistes sotho, la conférence de Bérée, en janvier 1876, décida de les faire accompagner par un missionnaire européen. François Coillard et Hermann Dieterlen, un alsacien, se portèrent candidats et la conférence retint ce dernier.

### Recherche d'une nouvelle terre de mission

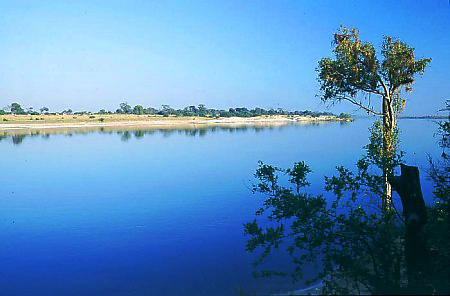
Le fleuve Zambèze au nord duquel est installé le Royaume de Lozi

L'expédition est solennellement envoyée par la Conférence missionnaire de  Leribe en avril 1876. Elle comprend, outre Dieterlen, Asser Sehahoubane, deux évangélistes et deux conducteurs de wagons sotho, en tout vingt-deux personnes, femmes et enfants compris. Après avoir traversé sans encombre l'État Libre d'Orange, tous les missionnaires sont arrêtés en juin peu après Prétoria, malgré la présence d'un missionnaire blanc. Ramené dans cette ville, Dieterlen est libéré sous caution grâce à l'intervention d'un missionnaire allemand mais les évangélistes sont jetés en prison. Ils sont néanmoins libérés peu après et expulsés vers le Lesotho.
Les églises du Lesotho ne se découragent pas et une nouvelle expédition est décidée lors de la Conférence missionnaire de Thaba-Bossiou de novembre. Hermann Dieterlen étant indisponible pour cause de remplacement d’un missionnaire décédé, la Conférence propose à Coillard d’en prendre la tête ; il accepte cette décision, après mure réflexion, renonçant ainsi aux congés en France pour lui-même et son épouse.
Ce problème réglé, restait celui de la traversée du Transvaal par les évangélistes sotho. Devant les protestations diplomatiques françaises et britanniques, les autorités de Pretoria accordent cette fois le droit de passage à cette expédition qui part en avril 1877. Outre François Coillard et son épouse, elle comprend cinq évangélistes sotho, dont Asser, trois accompagnateurs sotho et Élise Coillard, la nièce de Coillard.
Ils arrivent à Pretoria en mai 1877, où ils découvrent que la couronne Britannique vient d’annexer la République du Transvaal, puis ils franchissent le Limpopo en août. Ils sont, contre toute attente, mal accueillis par les Banyaïs, le chef local, Masonda, auquel ils ont refusé de donner de la poudre à fusil, faisant même encercler leur caravane par une foule excitée qui menace leur vie plusieurs fois. Libérés, grâce à l'intervention de Malinakobé, le frère de Masonda, ils apprennent alors que les Banyaïs sont soumis aux Ndébélés et qu’ils doivent donc demander l’autorisation d’évangéliser le pays à Lobengula, le fils du roi, qui réside à Bulawayo (Zimbabwe).
Coillard envoie alors Asser Sehahoubane en mission auprès de Lobengula, mission dont il revient deux mois plus tard accompagné d’une escorte armée qui oblige l’expédition à se rendre à Bulawayo où elle est retenue de force pendant deux mois et demi. Lobengula leur adresse plusieurs griefs, notamment celui de venir d’une région du Lesotho favorable aux britanniques qui auraient arrêté un chef Ndébélé grâce à Molapo. Malgré plusieurs entretiens avec Lobengula, Coillard n’obtient pas l’autorisation de s’installer dans la région, ni chez les Ndébélés ni chez les Banyaïs, mais l’expédition est laissée libre de repartir en mars 1878.
Coillard ne sait alors plus que faire, retourner au Lesotho ou rechercher ailleurs un autre champ de mission. Il demande par écrit des instructions au Comité des missions et, dans l'attente d'une réponse, décide de gagner Mangouato (Chochong), à plus de trois-cents kilomètres au Sud-Ouest, cette agglomération étant la dernière station postale sur la route du Zambèze.

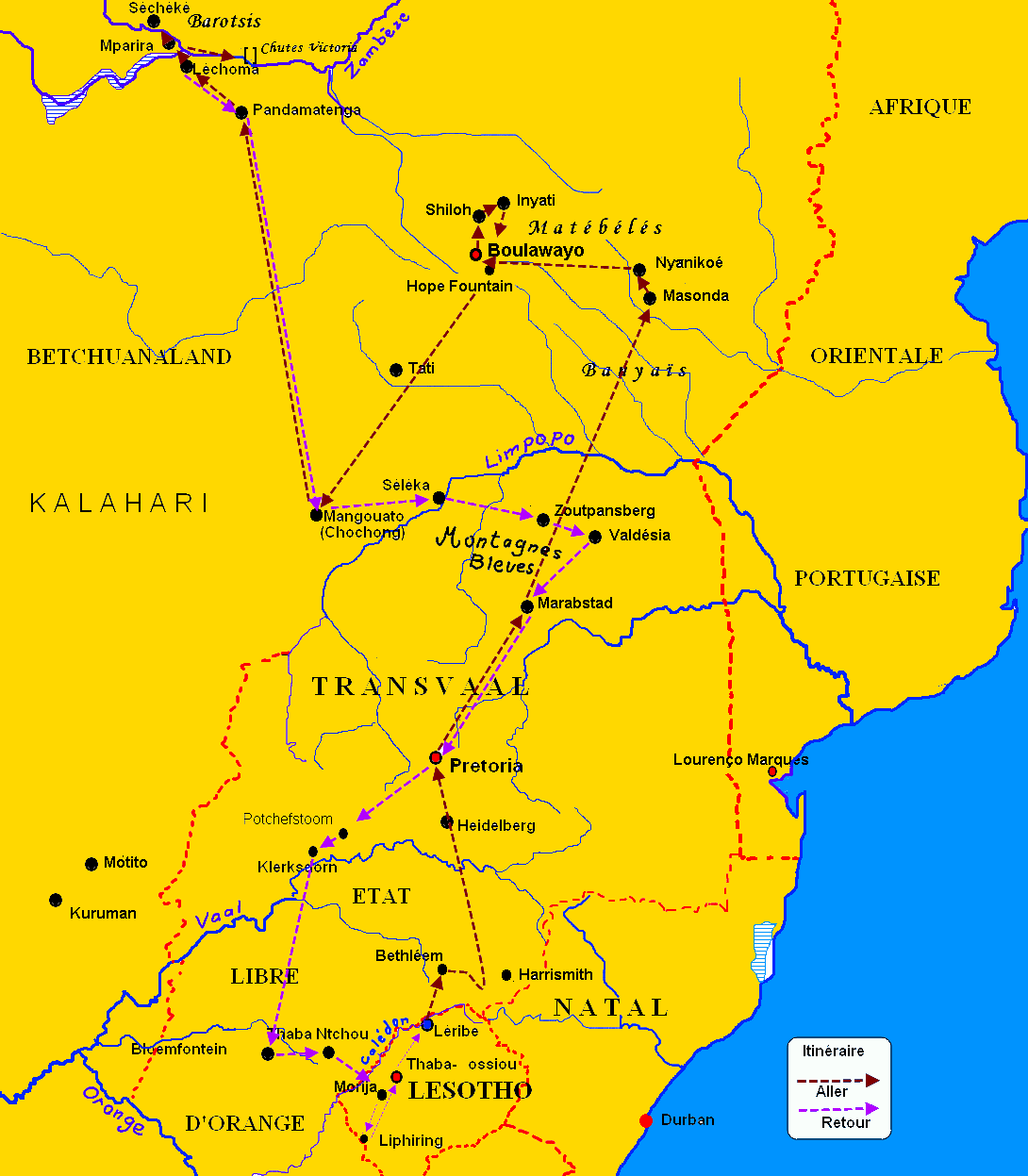
Itinéraire suivi par François Coillard

Après un voyage long et difficile pendant lequel plusieurs personnes tombent malades, essentiellement en raison du manque d'eau, la caravane arrive à Mangouato le 27 avril 1878. Les voyageurs sont reçus par un couple de missionnaires anglais, M et Mme Hepburn, et bien accueillis par le roi chrétien des Ngwatos, Khama III. « Le Seigneur a voulu que nous vinssions ainsi pour nous refaire »  aussi le grand sujet qui continue à préoccuper François Coillard reste celui de la mission au Zambèze, ceci malgré la santé déplorable de son épouse et de la plupart de ses compagnons, l'un d'entre eux, Eleazar, décidant d'ailleurs de retourner chez lui au Lesotho. La foi dans son projet est cependant renforcée par l'attitude du roi qui décide d'envoyer une délégation officielle auprès du roi du Barotseland afin de préparer la mission et par sa rencontre avec un marchand anglais, George Westbeech. À part Livingstone, celui-ci est le seul européen à avoir pénétré au Barotseland où il entretient d’ailleurs les meilleures relations avec le roi du pays qui l'a d'ailleurs tellement pris en affection qu'il lui donne bétail et ivoire en quantité. François Coillard persiste donc dans son idée d'aller au Zambèze et espère en vain une lettre de Paris ou du Lesotho. Il attend mais prépare activement son voyage aussi, lorsque après plusieurs ajournements de départ successifs il décide enfin de partir le 14 juin, il ne tient pas compte des lettres arrivées la veille du Lesotho qui lui font comprendre que son projet n'a pas l'approbation des frères du Lesotho et qu'il n'aura pas celle du Comité de Paris. À ceux-ci il écrit d'ailleurs : « La nuit est avancée et c’est demain que nous partons. J’ai longtemps attendu les directions. Il nous est impossible maintenant de changer nos plans et inutile de discuter une question qui entraîne avec elle de graves conséquences ; cela est pour moi une indication de la Providence. » 
« Après une bonne réunion de prière », la caravane repart donc le 19 juin 1878, une semaine trop tard car le voyage se fait « dans un pays qu’on appelle Makharikari », en fait la bordure orientale du désert du Kalahari. Le guide ne connaît pas le pays et la caravane chemine trois jours sans eau. Après plusieurs étapes en fonction des points d'eau, la caravane arrive le 26 juillet à Léchoma, village situé à plus de cinq cents kilomètres au Nord de Mangouato, mais pas très loin du fleuve Zambèze, lieu choisi par George Westbeech pour dresser son établissement, en fait une grande tente et quelques huttes. 
Le messager du roi Khama III ayant appris l'arrivée de François Coillard vint le rejoindre pour lui apprendre que le roi du Barotseland, Mwanawina II, avait été tué et remplacé par son rival Robosi (le futur Lewanika I) et que la situation étant pour le moins tendue, il fallait attendre pour avoir son autorisation d'entrer dans le pays. En 1878, la dynastie au pouvoir n’est plus celle des Makolos car elle a été renversée en 1864 par les Lozi qui ont repris un pouvoir perdu en 1838 devant l’envahisseur sotho. La langue officielle parlée par l’élite demeure cependant le sotho.
Coillard n'en poursuit pas moins son chemin et arrive le 1er août sur les rives du Zambèze dont il découvre la beauté des sites et une population qui parle bien le sessouto. Dans l'attente d'une réponse il organise une petite caravane pour aller jusqu'aux chutes Victoria et, de retour à Léchoma, le 17 aoôut, il a la joie d'apprendre que les chefs de Séchéké et de l'île de Maparira, bourgades du sud du Barotseland, sont désireux de le recevoir chez eux. Il part donc le jour même pour Maparira où il arrive le 17 août mais il n'y reste que jusqu'au 25, le chef de Séchéké, la véritable entrée du Barotseland, désirant le voir.
Le mardi 27 août 1878 il arrive enfin à Séchéké. Son objectif était atteint. François Coillard était au Zambèze.

## Fondation de la mission du Zambèze

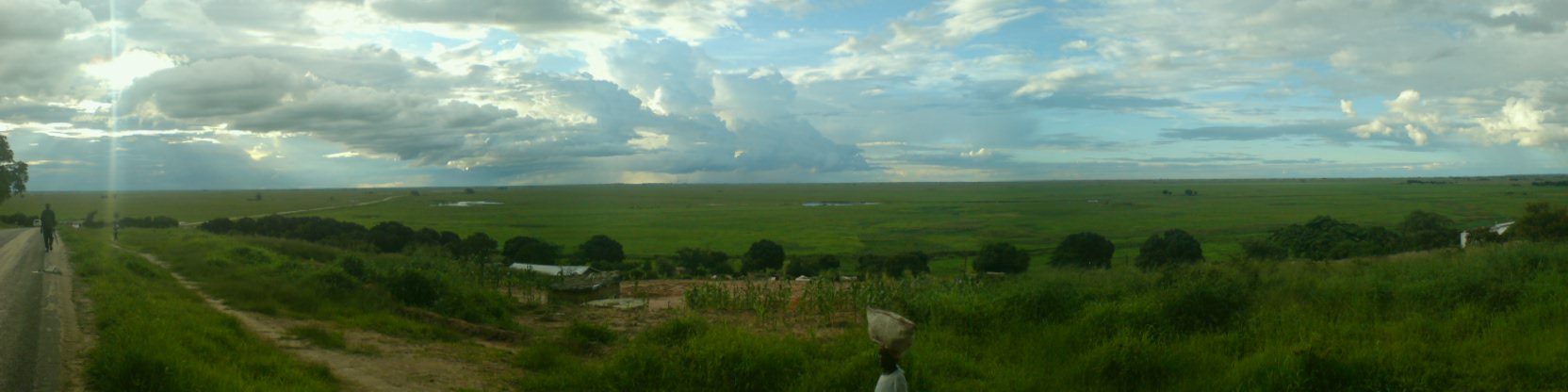
La plaine d'inondation du Zambèze vue depuis Mongu, aujourd'hui la capitale de la Province de l'Ouest de la Zambie.

Arrivé à Séchéké, François Coillard envoie aussitôt à Robosi des messages et des cadeaux. Robosi ne répondant pas, en fait car il n'a encore reçu ni message ni cadeau, Coillard retourne à Leshoma le 4 septembre où il écrit aussitôt à la Société des missions évangéliques de Paris pour lui demander de tenter l’installation d’un poste missionnaire au Zambèze. Un mois plus tard, n’ayant toujours pas de réponse du roi, il décide de revenir encore à Séchéké le 25 octobre ; c'est là, au bord du fleuve Zambèze qu'il sauve la vie de l'explorateur portugais Serpa Pinto qui avait quelques problèmes avec les indigènes. Arrivé à Séchéké, il reçoit enfin, le 1er septembre, un message de Robosi lui disant qu'il avait bien reçu les présents mais qu'il ne pouvait le recevoir pour l'instant en raison des problèmes internes que traversait son pays. Il lui demandanit donc de quitter le pays en raison de l’arrivée de la saison des pluies qui allait inonder les basses plaines du Zambèze et de revenir au début de l’année suivante, à la saison sèche. 
François Coillard aimerait bien attendre, ne serait-ce que pour s’assurer que le message reçu vient bien de Robosi mais il doit retourner en urgence à Leshoma où la situation tourne au tragique car la famine menace et plusieurs évangélistes sont tombés malades.
François Coillard décide alors de quitter la région pour retourner à Mangouato où l'expédition arrive le 31 décembre. En cours de route, il apprend que la Mission de Paris hésite à financer le projet et que la Conférence des Églises du Lesotho le désapprouve ; elle lui demande d'ailleurs d’aller chercher un nouveau champ de mission dans le pays Bapédi, au nord-est du Transvaal.
Bien que lui-même soit défavorable à cette nouvelle option, mais les évangélistes sotho l’approuvant, François Coillard décide de les accompagner. Ils quittent Mangouato et arrivent le 29 mars 1879 à Valdezia, en pays bapédi, où il y a une station missionnaire créée par les vaudois du piémont italien. Là, ils apprennent que  reine du pays refuse de les recevoir et que le poste prévu  a été depuis attribué à une autre mission. On propose alors aux évangélistes sotho un autre poste à Séléka, dans le royaume du roi Khama. Les évangélistes sotho l’ayant accepté, la caravane repart pour cette ville d’où Coillard regagne le Lesotho. 
À Leribe, il rend compte des résultats de son voyage d’exploration au Comité exécutif du synode des églises du Lesotho. Devant l’ampleur de l’effort demandé, celui-ci s’estime incapable de prendre en charge la totalité d’un tel projet, en particulier sur le plan financier. Il accepte de fournir à la nouvelle mission des évangélistes sotho, et même de les payer, mais demande au Comité de la S.M.E.P. de pendre le relais pour le reste, en créant et soutenant une nouvelle œuvre missionnaire. 
François Coillard décide donc d’aller plaider sa cause en Europe et quitte Leribe le 19 novembre 1879.

### Congés en Europe
François Coillard arrive à Paris en mars 1880 où il expose l’étendue de son projet au Comité de la S.M.E.P. Malgré les réticences de certaines tendances du protestantisme français, le Comité donne son appui total à Coillard et affirme son intention de créer une nouvelle mission, totalement indépendante de celle du Lesotho. Reste cependant à trouver les fonds et les candidats pour la nouvelle mission.
François Coillard va alors déployer une énergie extraordinaire pour faire connaitre son projet dans l'Europe protestante. En un peu moins de deux ans, il va ainsi visiter les Églises protestantes de France, de Belgique, de Suisse, des Pays-Bas, d’Angleterre, d’Écosse et  même les Églises évangéliques Vaudoises d’Italie.  
Précédé de sa réputation de missionnaire et, surtout, d’« explorateur », il reçoit partout un accueil enthousiaste et réussit ainsi à réunir les fonds nécessaires. Il est cependant déçu par le manque d’ardeur du protestantisme français à le soutenir, comparativement aux efforts consentis par les Églises libres de Suisse et, surtout, par le peu de volontaires pour le Zambèze. Il ne reçoit en effet que la candidature de deux évangélistes bénévoles de la région parisienne, l'un se défaussant d'ailleurs au dernier moment, aucun pasteur ne s'étant proposé. Finalement, à l'exception de sa nièce, Elise, tous les autres volontaires seront des étrangers.

### Retour au Zambèze
François Coillard et son épouse quittèrent la France pour embarquer en Angleterre le 12 mai 1882. Après un voyage très rapide pour l’époque, ils arrivèrent à Durban le 6 juin, après s’être arrêtés quelques jours au Cap pour s’occuper des affaires politiques du Lesotho avec le gouverneur et quelques membres du Parlement. Ils arrivèrent à Leribe le 9 août où ils découvrirent une situation catastrophique à la suite de la « guerre des fusils » qui avait opposé entre elles deux fractions de la population.
François Coillard voulut régler les problèmes de Léribé avant de partir pour le Zambèze.Cependant, en raison de l’importance de la logistique à mettre en œuvre, et d'autres difficultés de derniers moment, les préparatifs durèrent plus longtemps que prévu et ce n’est finalement que le 2 janvier 1884 que la caravane put quitter le Lesotho.  Elle était composée de cinq « wagons » tirés par douze à dix-huit bœufs qu’accompagnaient un troupeau de chèvres et de moutons. À François Coillard et à son épouse s’étaient joints trois évangélistes sotho, l’évangéliste suisse Dorwald Jeanmairet avec sa future épouse, Elise Coillard,  deux artisans, l'anglais Middleton et le menuisier-ébeniste écossais William Waddell, chargés des travaux d’installation, et deux jeunes lozzi que Coillard avait ramenés au lesotho lors de sa précédente expédition. Avec les bouviers, les différents aides et leurs familles, le groupe comptait plus de trente personnes.

### Installation des missionnaires

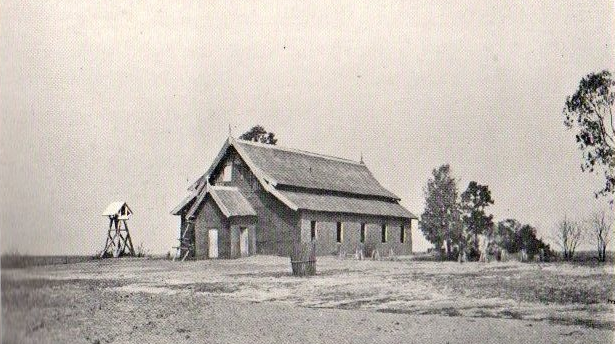
Le temple de Lealui.

Après un voyage long et pénible, la caravane arrive à la fin du mois de juillet sur les rives du Zambèze où François Coillard attend l'autorisation du roi de pouvoir pénétrer sur son territoire. Il trouve le royaume en pleine effervescence, le roi Robosi I  venant d’être renversé par un rival, Afakuna. François Coillard réussit à grand peine à établir des relations quasi amicales avec Afakuna ce qui, bien entendu, n'est pas de nature à plaire à Robosi qui s'est réfugié sur le territoire de l'actuel Angola.

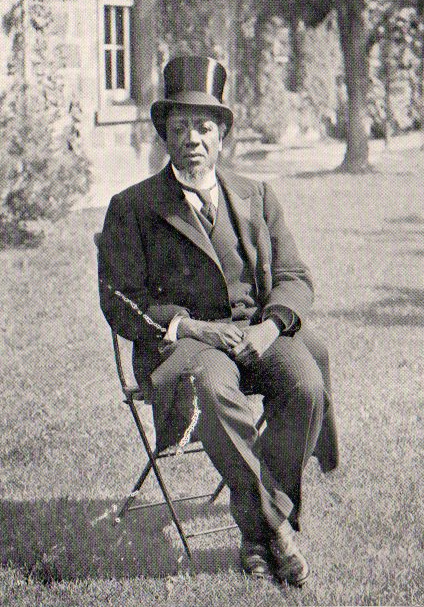
Le roi Lewanika lors d'un séjour au Royaume-Uni.

François Coillard remonte même le Zambèze pour présenter ses lettres de créance à Afakuna et il est à peine revenu à Séchéké qu'une nouvelle révolution de palais ramène Robosi sur le trône. Il doit donc revoir toute son action diplomatique pour rétablir des relations, ce à quoi il parvient grâce à l'appui de George Westbeech qui a soutenu Robosi I dans son exil. Robosi, prenant définitivement le nom de Lewanika I, sait aussi qu'il a besoin des missionnaires pour négocier avec les représentants des puissances coloniales alors en pleine phase d'expansion dans le sud de l'Afrique. Il fait cependant attendre François Coillard et ce n'est qu'au bout de deux ans qu'il envoie des pirogues à Séchéké pour le conduire à Lealui, la capitale, où il arrive le lundi 22 mars 1886. Les deux hommes, qui s'étaient déjà rencontrés avant l'arrivée de Coillard à Léalui ont dès le lendemain des entretiens officiels ou intimes et ils nouent rapidement des relations amicales. François Coillard écrira d'ailleurs dans une de ses lettres, en parlant du roi, « Je l’aime de plus en plus » et Lewanika répondra à François Coillard, alors que celui-ci lui disait qu'ils devaient faire plus ample connaissance : « Tu parles pour toi missionnaire ; mais moi, dès que je t’ai vu, ça m’a suffi, je me suis donné à toi, c’est ma nature ».
Les discussions, auxquelles participent souvent le Ngambéla, le premier ministre,  portent aussi sur les affaires politiques et Lewanika demande l'assistance de François Coillard dans ses discussions avec les Britanniques afin d'interdire l'accès au Basutoland d'autres nations telles que les Portugais et les Boers. Le roi autorise enfin la mission à pénétrer sur le territoire du Basutoland  et à s'installer à Séfula, un village situé en aval de Lealui et à 300 km au nord de la station de Séchéké.
Heureux de ces succès, François Coillard redescend dès le 8 avril sur Séchéké où il attend la baisse du niveau des eaux du Zambèze afin de permettre le passage à gué des chariots. La caravane quitte Séchéké le 17 août et, après maintes difficultés, arrive à Séfula le 11 octobre au soir ; la station de Séchéké n'a pas été abandonnée mais confiée aux bons soins de l’évangéliste suisse Dorwald Jeanmairet et de son épouse, Élise Coillard, Mme Coillard y étant également restée temporairement.
Selon François Coillard, «l'endroit n'est pas pittoresque, même pas joli. La forêt ne se compose que de méchants buissons roussis par le feu, d'arbres tourmentés, défigurés par le vent et par les hommes, le sol est couvert de cendres  noires » . Les moustiques pullulent, la nourriture est très chère et les missionnaires ne peuvent guère acheter que du poison sec. Après maintes difficultés, ils trouvent finalement des ouvriers, d'ailleurs fort peu travailleurs, pour construire les premières cases tandis que les wagons laissés en arrière arrivent enfin, avant de repartir pour Séchéké dès le 8 novembre. Coillard est cependant encouragé par l'amabilité du roi qui vint le voir sur place. Laissant ensuite les deux artisans britanniques sur place, il retourne à Séchéké chercher son épouse et tous deux sont de retour à Séfoula en janvier 1887.

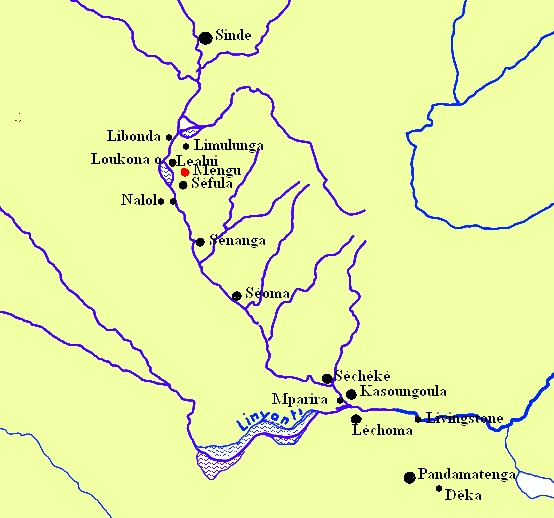
Carte du Barotseland.

La mission au Zambèze étant définitivement fondée, les travaux matériels avancent, grâce aux artisans Waddell et  Middleton, et l'on construit une école, un dépôt, une cuisine, des chambres et, enfin, la maison des Coillard. Les relations avec les villages voisins ne sont pas bonnes, les habitants volant brebis et chèvres du troupeau et utilisent sans autorisation chevaux et ânes qu'ils éreintent et qui crèvent. Ils ont cependant la joie d'apprendre l'arrivée prochaine de renforts missionnaires avec un pasteur, Louis Jalla, venant des Vallées Vaudoises d'Italie, un médecin suisse, Henri Dardier, et un jardinier suisse, Auguste Goy.
Coillard partit à leur encontre en juillet 1887 et descendit jusqu'à Kazoungoula, en aval de Séchéké où ils organisent la première conférence des missionnaires du Zambèze qui décide que M. et Mme Jalla resteraient à Séchéké. Les deux autres arrivent à Séfula le 26 septembre mais ils sont malades et le médecin doit repartir aussitôt sur Séchéké. Il décède d'ailleurs début 1888, ce triste évènement ne faisant qu'accroître les difficultés que traverse l'œuvre du Zambèze : la santé des missionnaires est ébranlée, tant à Séfula qu'à Séchéké, un des évangélistes, Aaron, veut retourner au Lesotho, il y a peu de conversions profondes et Lewanika, bien que toujours amical, écoute peu les conseils de sagesse et de modération dans sa gouvernance que lui donne Coillard.
La situation ne s'améliora guère; les années suivantes furent les plus éprouvantes, surtout en raison du climat insalubre auquel les missionnaires ne s'adaptaient que très difficilement. Plusieurs d'entre eux furent malades et certains moururent des fièvres. C'est ainsi que disparut Christina Coillard le 28 octobre 1891 après plusieurs années de souffrance.
Malgré la perte de celle qui avait été son principal soutien, François Coillard poursuivra seul, n'hésitant pas à parcourir la région en pirogue ou à cheval pour annoncer l'évangile. Il poursuivit aussi sa politique d'ouverture de stations missionnaires le long du Zambèze, dispersant ainsi peut-être de faibles moyens qui eussent été plus efficaces s'ils étaient restés groupés. Ainsi, après Séchéké et Séfoula, il ouvrit Kazoungoula (1889), confiée à M. Jeanmairet et Léalui (1892) où Coillard va s'établir, plus précisément à Loatilé, juste à côté de la capitale, « le monticule des sorciers, le calvaire du paganisme, lieu exécré entre tous, infesté de termites et de séourouis ou fourmis guerrières » selon les mots de Coillard et, enfin, Nalolo (1894), au sud de Léalui. À ce moment, il y avait près de vingt missionnaires européens et évangélistes bassoutos au Zambèze. Sur ce, un mouvement de Réveil parti de Kazoungoula se répand dans le Zambèze, gagnant Séfoula puis Léalui. François Coillard reste cependant pessimiste car écrit-il « Je crains que le mouvement, qui paraît gagner en étendue, n’ait encore que peu de profondeur ». Il souffre aussi de ne pas réussir à amener à la conversion son ami le roi Lewanika qui, tout en soutenant le plus souvent l'action des missionnaires reste profondément ancré dans ses coutumes et traditions.
Les soucis, les épreuves, le climat et la charge de travail n'ont fait qu'aggraver les problèmes de santé dont François Coillard a commencé à souffrir dès son arrivée au Zambèze, mais il ne voulait pas lâcher prise. En mai 1895 il organisait encore pendant six semaines une expédition de reconnaissance et d'évangélisation vers les sources du Zambèze, chez les Baloubalés, remontant jusqu'à Sinde. De retour à Léalui le 15 juin, sa santé périclita rapidement et donna des inquiétudes à ses amis qui pensaient qu'il allait mourir. La Conférence décida donc son départ immédiat pour la France et il fit ses adieux à Léalui le dimanche 27 octobre. Il n'arriva que le 11 avril 1896 à Kimberley où il subit une grave opération. Son état de santé ne lui permettant pas de passer au Basutoland, il gagna directement le Cap où il embarqua le jeudi 21 mai.

### Congés en France (1896-1898)

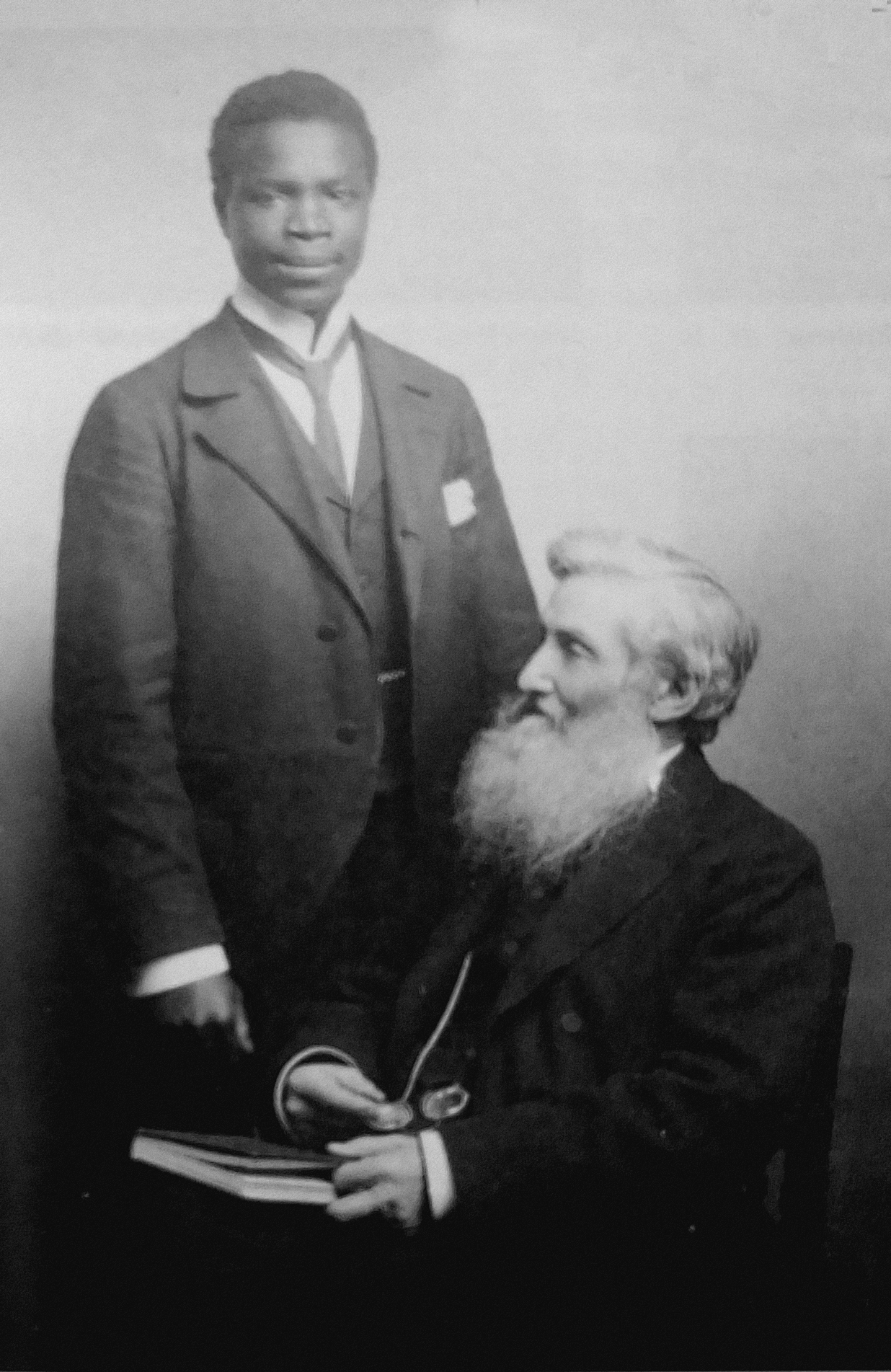
François Coillard en compagnie de Steven-Etienne Semondji à Paris en 1898. Archives DEFAP (Département évangélique français d'action apostolique).

François Coillard arriva à Londres le 12 juin puis à Paris le 18 juin. À la descente du train il fut accueilli  par une véritable ovation de la foule qui était venue l'attendre, ce qui le bouleversa profondément. La mission au Barotseland avait en effet connu énorme retentissement dans le monde protestant de l’époque, essentiellement grâce aux lettres que François Coillard envoyait régulièrement au siège de la mission à Paris.
Dès que sa santé le permit, il se mit en campagne afin de recueillir des fonds pour la mission et l’envoi d’une nouvelle équipe d’une quinzaine de personnes. Il multiplia les conférences, les réunions et les entretiens dans les milieux les plus divers un peu partout en France ainsi qu’à Genève.
N’ayant pas obtenu des milieux protestants français tout le soutien espéré pour son projet, il mit en place dans cette ville un groupe de prière et de soutien financier, les « Zambésias », ceci grâce à l’appui d’un explorateur qui avait séjourné au Zambèze, Alfred Bertrand, et des Églises Libres de Suisse. Ce mouvement se développa ensuite dans quatorze pays européens.
Son congé en France terminé, François Coillard quitta Paris le 23 novembre 1898 après une dernière réunion au temple de l’Oratoire du Louvre. Il repartait avec au moins le soutien moral de la Société des missions et la promesse d’avoir un adjoint et successeur en la personne du pasteur Jacques Liénard de l’Église réformée de France. Bien que n’ayant fait au cours de son séjour d’un peu plus de deux ans en Europe que deux ou trois cures à Contrexéville, il écrivit au cours de son voyage de retour : « J’ai quitté le Zambèze mourant ; je me suis embarqué pour l’Europe convalescent et je retourne en Afrique rajeuni, plein de force et de santé ».

### Dernier retour au Barotseland (1899-1904)
François Coillard arriva au Cap fin 1898 et reprit la route du Barotseland  accompagné des quinze nouveaux missionnaires dont Jacques Liénard et quatre pasteurs suisses. La caravane quitta Bulawayo le 22 mars 1899 et arriva à destination après un voyage éprouvant qui vit la mort de l’épouse du pasteur Juste Bouchet.
Pendant l’absence de François Coillard la mission de Leribé s’était développée et avait même ouvert deux nouvelles stations missionnaires, notamment à Livingstone à proximité des chutes Victoria. L’accession au pouvoir d’un nouveau premier ministre chrétien laissait espérer  un avenir radieux avec l’amélioration des relations avec les autorités et la mise en place des réformes sociales attendues depuis longtemps : émancipation des chrétiennes épousées par des polygames, lutte contre les vendetta privées et l’alcoolisme.

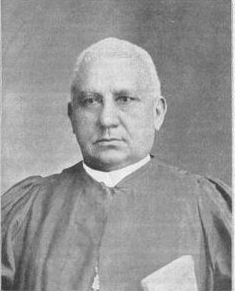
Henry McNeal Turner.

Le problème majeur restait celui du taux élevé des décès dans les familles des missionnaires. Pendant l’absence de  François Coillard deux d’entre eux avaient en effet perdu leur épouse et, dans les années suivantes, six des nouveaux arrivés décédèrent et six autres durent être évacués pour des raisons sanitaires. Ces pertes élevées alarmèrent la communauté protestante française et la société des missions fut accusée d’imprudence dans ses choix pour la mission de candidats trop jeunes pour supporter le climat. En conséquence, elle décida quelques mesures de précaution comme le renforcement des examens médicaux avant le départ, la limitation à six ans du séjour au Barotseland, l’amélioration de l’habitat et le refus d’envoyer de jeunes épouses afin d’éviter des naissances avant leur acclimatation au climat.

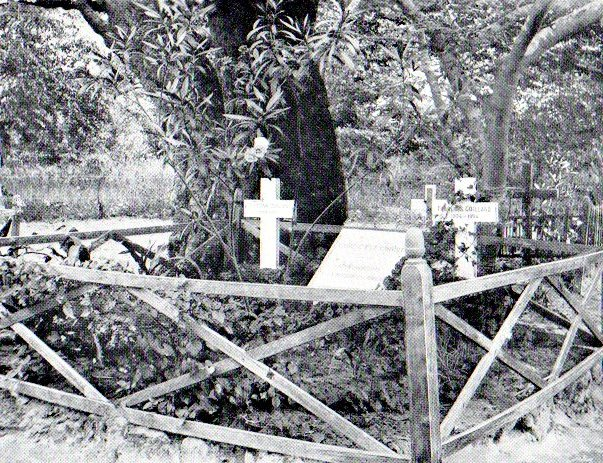
Tombe de François Coillard et de son épouse à Séfalu (Zambie).

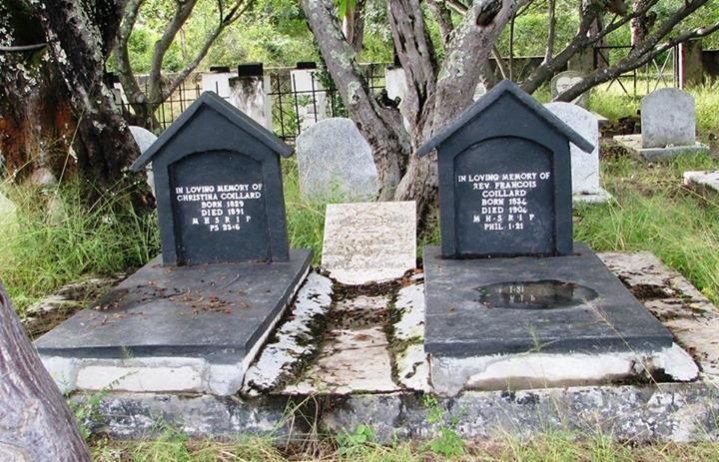
Tombs of François Coillard and Christina Coillard buried in Sefalu Zambia. Picture taken in 2018

François Coillard fut cependant plus profondément secoué par le mouvement de contestation que déclencha parmi les chrétiens africains un de ses proches collaborateurs du Lesotho, Willie Mokalapa. Certains évangélistes indigènes supportaient en effet de plus en plus mal le paternalisme ambiant des missionnaires qui les reléguaient au second plan, malgré des compétences et une foi indéniables comme le reconnaît d’ailleurs lui-même François Coillard. Ils ne pouvaient donc qu’être séduits par les idées véhiculées alors dans toute l’Afrique du Sud par les églises dites « éthiopiennes », un mouvement qui prônait la constitution d’églises indigènes indépendantes des missions étrangères. Ce mouvement était dirigé par deux pasteurs wesleyens et activement soutenu par Henry McNeal Turner, évêque des Églises méthodistes épiscopales noires des États-Unis.
François Coillard ne comprit pas ce mouvement et s’opposa à l'installation des « éthiopiens » là où il y avait déjà une mission. Il y eut des troubles dans l’école biblique de Léalui et le roi Lewanika soutint le mouvement. Il finit cependant par céder à Coillard qui réussit à rétablir la situation, d’autant plus facilement d’ailleurs que le mouvement ne fut que de courte durée. 
Tous ces problèmes n’avaient fait qu’aggraver la santé d’un homme souffrant depuis longtemps d’hématurie  François Coillard mourut d’une dernière crise à Lealui (Rhodésie du Nord) le 27 mai 1904 et fut enterré le jour même auprès de sa femme à Sefula comme il l'espérait.

## L'action diplomatique de François Coillard
À la fin du XIXe siècle, les missionnaires européens installées en Afrique Australe se sont trouvés confrontés aux problèmes posés par l’expansion coloniale de leurs propres pays d’origine dans la région. Ils ont été en permanence contraints de trouver un difficile équilibre entre leur volonté de ne pas avoir deux maîtres, Dieu et  les Gouvernements européens, mais, dans certains, ils ont été amenés à jouer un rôle d’intermédiaire pour défendre les populations locales, souvent d’ailleurs à leur demande.

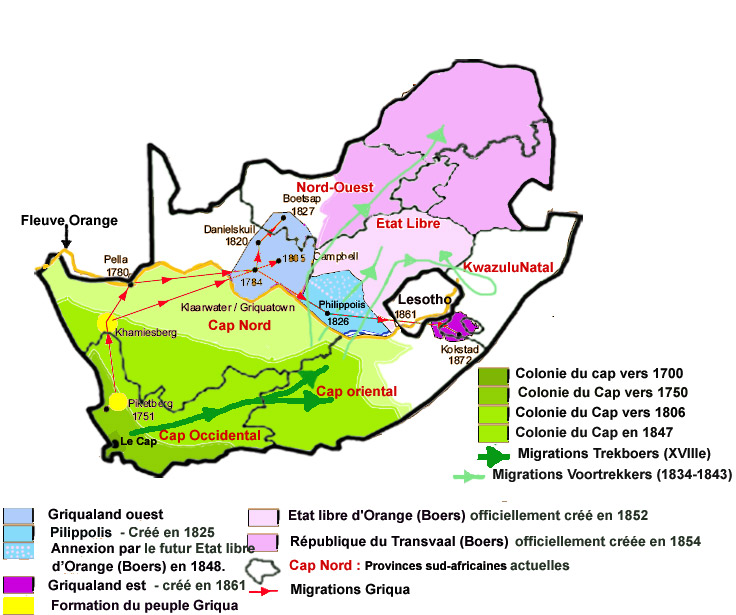
Les migrations boers.

Au Lesotho, le problème était compliqué par la présence des Boers dans la région depuis le Grand Trek, leur expansion constante à la recherche de terres cultivables entraînant l’hostilité des populations noires qui se voyaient déposséder, mais aussi des britanniques qui voulaient établir sur la région une suzeraineté politique et économique refusée par les Boers.
Le sort du Lesotho étant quasiment réglé à l’arrivée de François Coillard, celui-ci n’a joué qu’un rôle marginal dans le nord-ouest du pays. Agissant dans l'urgence, il a bien compris que sa marge de manœuvre était bien étroite et que, n’ayant pas les moyens de lutter à armes égales contre des puissances en pleine expansion, le Lesotho devait choisir la moins mauvaise solution du protectorat britannique qui garantissait, au moins formellement, contre l’expansion Boer. Cette attitude lui valut à la fois l’hostilité de l’État Libre d’Orange et celle d’une partie de la classe dirigeante sotho du district de Leribe, en particulier celle de son chef Molapo.
Au Zambèze la situation était à la fois plus simple et plus complexe. Plus simple, car l’hypothèque Boer n’existait que très marginalement, et plus complexe car, vu la situation géographique du pays, plusieurs États européens y étaient en concurrence : le Portugal, qui voulait s’assurer une liaison directe entre ses possessions du Mozambique et de l’Angola, le Royaume-Uni qui contrôlait déjà une grande partie de l’Afrique au sud du Limpopo et, l’Allemagne qui, installée dans le Sud-Ouest africain (Namibie d’aujourd’hui), jouxtait le Zambèze par la bande de Caprivi.
Quoi qu'en disent certains auteurs, l’intrusion des britanniques au Zambéze fut d'abord la conséquence des demandes réitérées de l’envoi de missionnaires par les dynasties successives du Barotseland dans leur souci de se protéger contre les agressions des Ndébéles, leurs puissants voisins de l’actuel Zimbabwe.  Ils avaient demandé des missionnaires britanniques à Livingstone et ce fut François Coillard qui s’installa.
Dès son arrivée à Lealui, la capitale du Barosteland, Coillard fut instamment invité par le roi Lewanika I à écrire à la reine Victoria pour lui demander sa protection. Il voulait en effet devenir l’égal de son ami et voisin du sud, Khama III du Botswana, qui se sentait protégé par les armes britanniques contre toute agression des Boers ou des Ndébélés. Tout en lui décrivant les avantages du protectorat britannique, François Coillard essaya de faire comprendre à Lewanika que son ami Khama  ne bénéficiait pas de la protection de la couronne britannique mais de celle d’une compagnie minière, la British South Africa Company (BSAC) fondée par Cecil Rhodes pour regrouper les divers établissements britanniques de l’Afrique australe.
Lewanika ayant réitéré sa demande, François Coillard accepta finalement d’écrire en janvier 1889 au gouverneur du Bechuanaland (Botswana d’aujourd’hui), Sir Sidney Sheppard, pour lui demander la protection britannique, Lewanika joignant une lettre destinée à Khama pour avoir son avis sur le protectorat.
Khama répondit rapidement que tout allait pour le mieux et qu’il ne craignait désormais plus ni les Ndébélés ni les Boers, quant à Sheppard, il ne répondit qu’en septembre mais en disant qu’un représentant de la BSAC, Elliott Lochner, allait immédiatement se rendre au Barotseland pour négocier avec Lewanika. Quant à François Coillard, il reçut une lettre de Cecil Rhodes, le président de la BSAC, qui lui demandait de devenir le représentant de la compagnie dans le pays, proposition que Coillard refusa. Lochner n’arriva qu’en avril 1890 et bien qu'il ait fait mauvaise impression sur Coillard, celui-ci décida de l'aider quand même à rencontrer Lewanika. Le traité faisant passer le Barotseland sous protectorat de la compagnie britannique fut signé dès juin 1890. 
Cette affaire du protectorat britannique valut à François Coillard les pires ennuis. Il fut en effet accusé par Middleton, un de ses premiers collaborateurs à l’arrivée de la mission, d’avoir en fait vendu le pays à une compagnie minière. Lewanika se crut grugé et demanda des explications à Coillard alors qu’il était lui-même à l’origine de la demande. Ce n’est qu’avec la reconnaissance du traité Lochner par la reine en 1891 que les attaques contre Coillard cessèrent enfin mais elles avaient contribué à miner un peu plus sa santé et, surtout, celle de son épouse.

## Bilan d’une vie
François Coillard était très connu en Europe et son décès donna lieu à de nombreux articles, en Afrique du Sud, en Angleterre et en France où le Figaro titra même : « La mort du Livingstone français » ; la publication d’une biographie monumentale par Edouard Favre ne fit d’ailleurs qu’accroître cette réputation dans les milieux protestants.
Son œuvre eut d’importantes répercussions dans le pays sur le plan politique, social et économique : développement de l’éducation scolaire des enfants, émancipation des esclaves, abolition de la peine de mort, amélioration du statut de la femme, etc. Elle fut poursuivie après sa mort et son aspect positif est toujours reconnu aujourd’hui. Ainsi, en 1985, à l'occasion du centenaire de la mission, le président de la Zambie, Kenneth Kaunda, rendit un vibrant hommage à la mémoire des missionnaires : « Mais avec le recul, nous constatons que c’est le travail accompli par cette poignée d’hommes et de femmes, les missionnaires, qui a eu les effets les plus durables et les plus décisifs pour ce pays».
Sur le plan spirituel, le bilan est cependant plus mitigé car, en dépit d’une forte présence missionnaire et la multiplication des stations, il n’y avait encore que peu de baptisés à la mort de François Coillard ; ils n’étaient encore guère plus de deux cent trente années plus tard.